# Chandrabindu
Der Chandrabindu (Sanskrit: चन्द्रबिन्दु candrabindu „Mond und Punkt“), auch Anunasika (अनुनासिक anunāsika „Nasalisierung“), ist ein Zeichen in den indischen Schriften, das die Nasalierung anzeigt. Der Chandrabindu ist kein eigenständiger Buchstabe, sondern ein diakritisches Zeichen, welches nur in Kombination mit einem anderen Buchstaben vorkommen kann. Grafisch besteht er aus einem Halbkreis und einem Punkt oberhalb des Konsonanten. In der wissenschaftlichen Transliteration wird der Chandrabindu entweder durch eine übergesetzte Tilde oder durch ṁ wiedergegeben.

## Verwendung
Im Sanskrit kommt der Chandrabindu nur in Verbindung mit dem Konsonanten ल् l vor, um ein nasalisiertes l auszudrücken. Dieser Laut ist das Resultat eines vergleichsweise seltenen Sandhi-Prozesses, bei dem auslautendes n und anlautendes l verschmelzen. So verbinden sich die Wörter तान् tān und लभते labhate zu ताल्लँभते tāl̃labhate.
In vielen modernen indoarischen Sprachen kennzeichnet der Chandrabindu einen Nasalvokal, z. B. Hindi चाँद cā̃d „Mond“ Bengali দাঁত dā̃t „Zahn“. In der Transliteration wird der Chandrabindu entweder durch eine übergesetzte Tilde oder durch ṁ gekennzeichnet. Zu beachten ist, dass der Chandrabindu aus Platzgründen sein halbmondförmiges Element verliert, wenn das Vokalzeichen über die waagerechte Linie herausragt, z. B. Hindi मैं maĩ „ich“. In diesem Fall ist der Chandrabindu grafisch nicht vom Anusvara zu unterscheiden. Bisweilen wird der Chandrabindu durchgängig durch Anusvara ersetzt, so kann für चाँद cā̃d auch चांद cāṃd geschrieben werden.

## Realisierung des Chandrabindu in den indischen Schriften
Der Chandrabindu wird in den unterschiedlichen indischen Schriften Halbkreis und einem Punkt oberhalb des Konsonanten realisiert. In der folgenden Tabelle sind für die einzelnen indischen Schriften das Chandrabindu-Zeichen, die Beispielsilbe kã und der Unicode-Codepoint des Chandrabindu-Zeichens angegeben. Für die südindischen Schriften Kannada, Malayalam und Telugu wurde der Chandrabindu erst mit dem Unicode-Standard 7.0.0 definiert.
| Schrift    | Zeichen | Beispiel | Unicode       |
| ---------- | ------- | -------- | ------------- |
| Bengali    | ঁ        | কঁ        | U+0981 (2433) |
| Devanagari | ँ        | कँ        | U+0901 (2305) |
| Gujarati   | ઁ        | કઁ        | U+0A81 (2689) |
| Gurmukhi   | ਁ        | ਕਁ        | U+0A01 (2561) |
| Kannada    | ಁ        | ಕಁ        | U+0C81 (3201) |
| Malayalam  | ഁ        | കഁ        | U+0D01 (3329) |
| Oriya      | ଁ        | କଁ        | U+0B01 (2817) |
| Telugu     | ఀ        | కఀ        | U+0C00 (3072) |